# مات غيير
مات غيير (بالإنجليزية: Matt Geyer)‏ هو لاعب دوري الرغبي أسترالي، ولد في 5 سبتمبر 1975 في Blacktown City Council ‏ في أستراليا.

## روابط خارجية
- مات غيير على موقع ItsRugby.co.uk (الإنجليزية)